# Richard Harris (giocatore di football americano)
Richard Drew Harris (Shreveport, 21 gennaio 1948 – Winnipeg, 26 luglio 2011) è stato un giocatore di football americano e allenatore di football americano statunitense, che ha giocato nel ruolo di defensive end per sette stagioni nella National Football League (NFL). Fu scelto nel corso del primo giro (5º assoluto) del Draft NFL 1971 dai Philadelphia Eagles. Al college ha giocato a football alla Grambling State University.

## Carriera da giocatore
Harris fu scelto nel corso del quinto giro del Draft 1971 dai Philadelphia Eagles, venendo inserito nella formazione ideale dei rookie alla fine della sua prima stagione da professionista nel 1971. Richard rimase con gli Eagles per tre stagioni, fino al 1974 quando passò ai Chicago Bears. Dopo il taglio da parte dei Bears alla fine della stagione 1975, Harris firmò con la neonata franchigia dei Seattle Seahawks, alla ricerca di un defensive end dopo l'infortunio occorso ad Al Cowlings. Coi Seahawks, Richard disputò le ultime due stagioni della carriera da giocatore.
Dal 1989 al 2011, anno della propria morte, Harris lavorò come assistente del capo-allenatore e allenatore della linea difensiva nella Canadian Football League.

## Palmarès
- All-Rookie Team (1971)

## Statistiche
| Partite totali | 86 |